# Watergate (Florida)
Watergate ist  ein census-designated place (CDP) im Palm Beach County im US-Bundesstaat Florida. Das U.S. Census Bureau hat bei der Volkszählung 2020 eine Einwohnerzahl von 3.459 ermittelt. 

## Geographie
Watergate liegt rund 50 km südlich von West Palm Beach. Der CDP wird vom U.S. Highway 441 (SR 7) tangiert.

## Demographische Daten
Laut der Volkszählung 2010 verteilten sich die damaligen 2942 Einwohner auf 1116 Haushalte. Die Bevölkerungsdichte lag bei 2775,5 Einw./km². 85,3 % der Bevölkerung bezeichneten sich als Weiße, 5,0 % als Afroamerikaner, 1,2 % als Indianer und 1,6 % als Asian Americans. 4,1 % gaben die Angehörigkeit zu einer anderen Ethnie und 2,9 % zu mehreren Ethnien an. 20,1 % der Bevölkerung bestand aus Hispanics oder Latinos.
Im Jahr 2010 lebten in 35,8 % aller Haushalte Kinder unter 18 Jahren sowie 19,0 % aller Haushalte Personen mit mindestens 65 Jahren. 71,0 % der Haushalte waren Familienhaushalte (bestehend aus verheirateten Paaren mit oder ohne Nachkommen bzw. einem Elternteil mit Nachkomme). Die durchschnittliche Größe eines Haushalts lag bei 2,93 Personen und die durchschnittliche Familiengröße bei 3,33 Personen.
26,1 % der Bevölkerung waren jünger als 20 Jahre, 26,0 % waren 20 bis 39 Jahre alt, 34,3 % waren 40 bis 59 Jahre alt und 13,5 % waren mindestens 60 Jahre alt. Das mittlere Alter betrug 39 Jahre. 50,6 % der Bevölkerung waren männlich und 49,4 % weiblich.
Das durchschnittliche Jahreseinkommen lag bei 43.811 $, dabei lebten 28,2 % der Bevölkerung unter der Armutsgrenze.